# Utricularia reticulata
Utricularia reticulata är en tätörtsväxtart som beskrevs av James Edward Smith. Utricularia reticulata ingår i släktet bläddror, och familjen tätörtsväxter. Inga underarter finns listade i Catalogue of Life.

## Bildgalleri

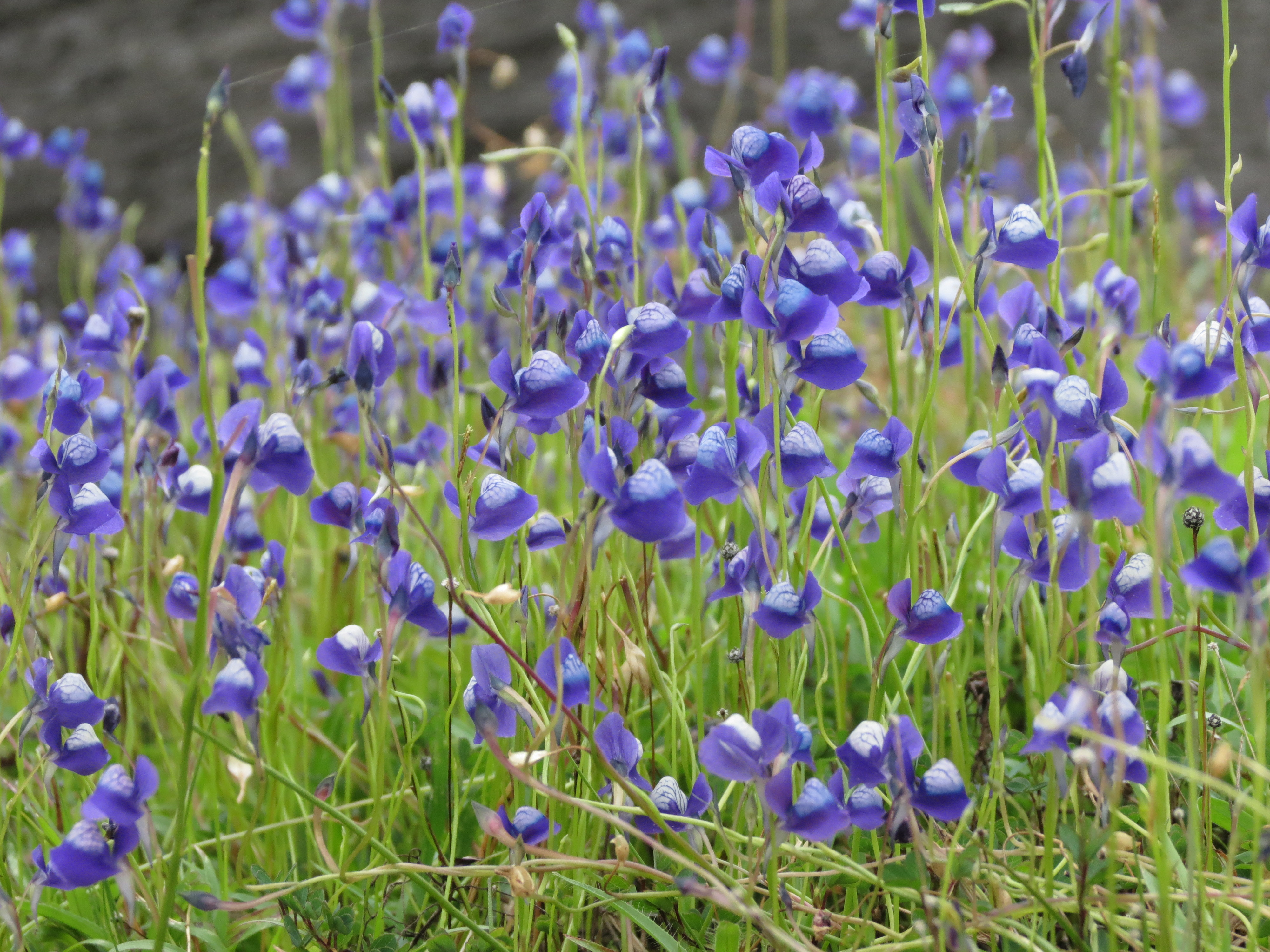